# Демократичний уряд Албанії
Тимчасовий демократичний уряд Албанії (алб. Qeveria Demokratike e Shqipërisë) було створено 20 жовтня 1944 під час другої наради Антифашистської національної ради визволення, коли закінчився партизанський опір 1940–1944 років. Вона повністю захопила владу відразу після визволення країни від німецьких військ 28 листопада. Її тимчасовим прем'єр-міністром був перший секретар Комуністичної партії Албанії — Енвер Ходжа. Тимчасовий уряд мав існувати до проведення демократичних виборів і скликання Установчих зборів. Вибори у новій Республіці були проведені 2 грудня 1945, і 11 січня 1946 було проголошено Народну Республіку Албанія.